# Wohn- und Wirtschaftsgebäude Höfeweg 21
Das Wohn- und Wirtschaftsgebäude Höfeweg 21 im niedersächsischen Elsfleth-Butteldorf im Landkreis Wesermarsch stammt vom Ende des 19. Jahrhunderts.

Aktuell (2023) wird es als Wohnhaus und wohl landwirtschaftlich genutzt.
Das Gebäude steht unter Denkmalschutz (siehe auch Liste der Baudenkmale in Butteldorf).

## Beschreibung und Geschichte
Die Marschhufensiedlung Moorriem mit der südwestlichen Bauerschaft Butteldorf erstreckt sich über etwa 16 Kilometer, wurde nach 1062 gegründet und erhielt im 14. Jahrhundert die heutige Struktur mit den schmalen, oft extrem langgestreckten Parzellen. Im Abstand von ca. 50 bis 100 Metern liegen zahlreiche Hofstellen auf Wurten.
Das eingeschossige giebelständige Wohn- und Wirtschaftsgebäude auf einem baumbestandenen Grundstück, als Zweiständer-Hallenhaus in Fachwerk mit Steinausfachungen und mit auf profilierten Knaggen am Wohngiebel vorkragendem reetgedeckten Krüppelwalmdach, Niedersachsengiebeln mit Uhlenloch und der Grooten Door mit Korbbogen stammt vom Ende des 18. Jahrhunderts. Ein jüngerer Stallanbau in Backstein mit Krüppelwalmdach wurde an der südlichen linken Traufseite am Wirtschaftsgiebel angefügt.
Das Landesdenkmalamt befand: „… geschichtliche Bedeutung … als beispielhaftes Fachwerkhallenhaus aus dem späten 18. Jh.“